# Carbolineum

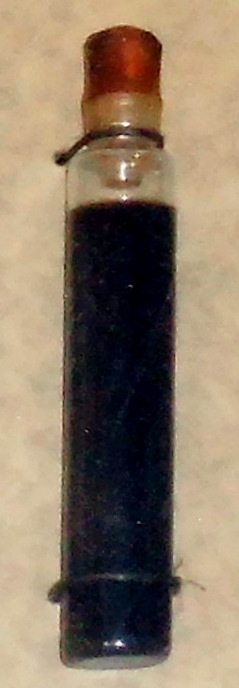
Carbolineum

Il carbolineum (o carbolineo) è una miscela oleosa non idrosolubile e infiammabile che viene ricavata dai componenti del catrame di carbone; presenta infatti un distinto odore di catrame e un colore marrone scuro. Contiene inoltre antracene e fenolo.
Per via del suo effetto disinfettante che lo rende imputrescibile, il carbolineum è stato a lungo utilizzato per la preservazione delle strutture in legno; in particolare delle traversine ferroviarie, ma anche di pali telefonici, abitazioni, ecc.
Di recente il suo impiego è stato molto ridimensionato o addirittura vietato in seguito all'introduzione di leggi più severe contro l'inquinamento.